# Hamburg-Köln-Express

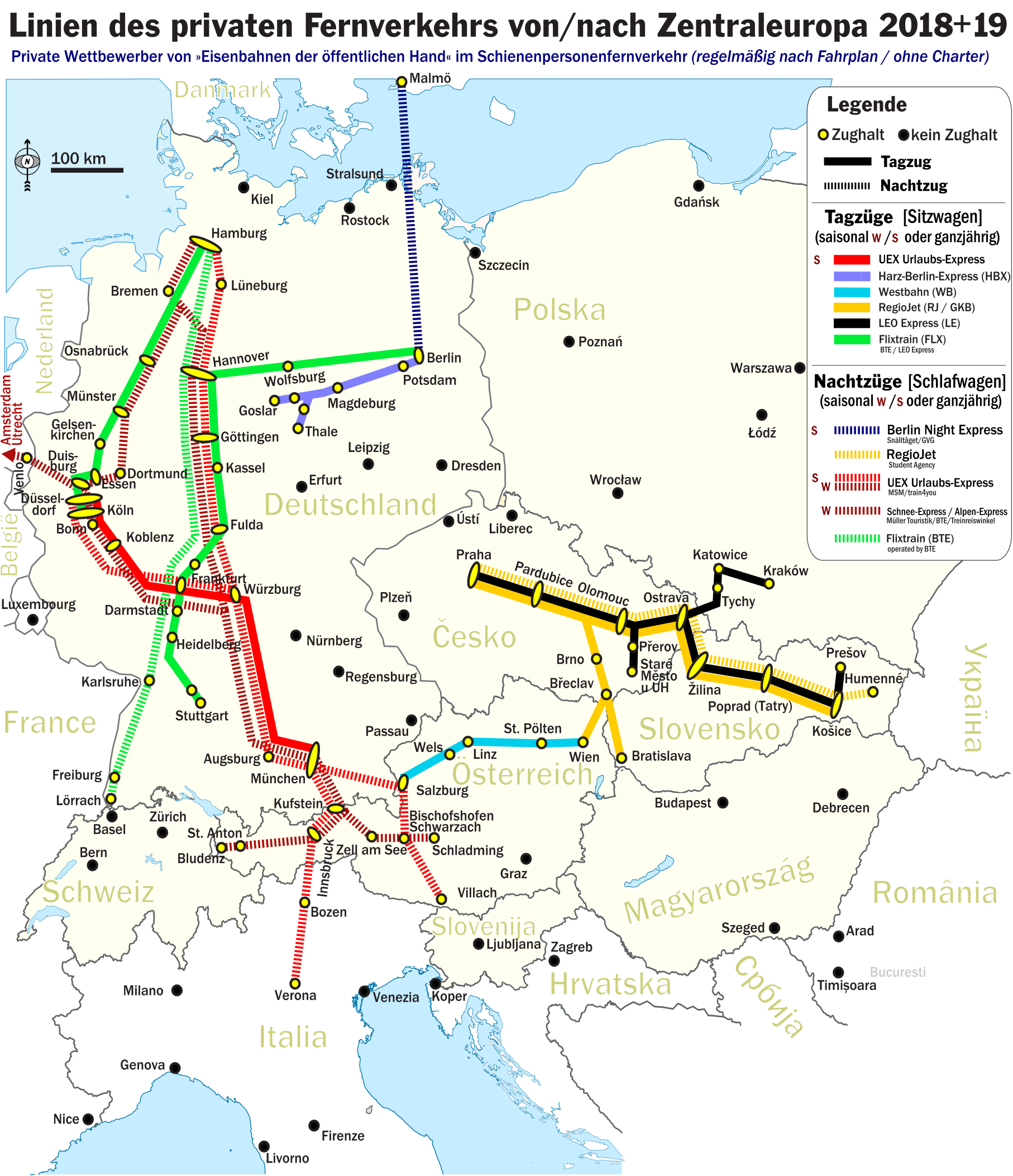
Európa privát vasúti operátorainak útvonala

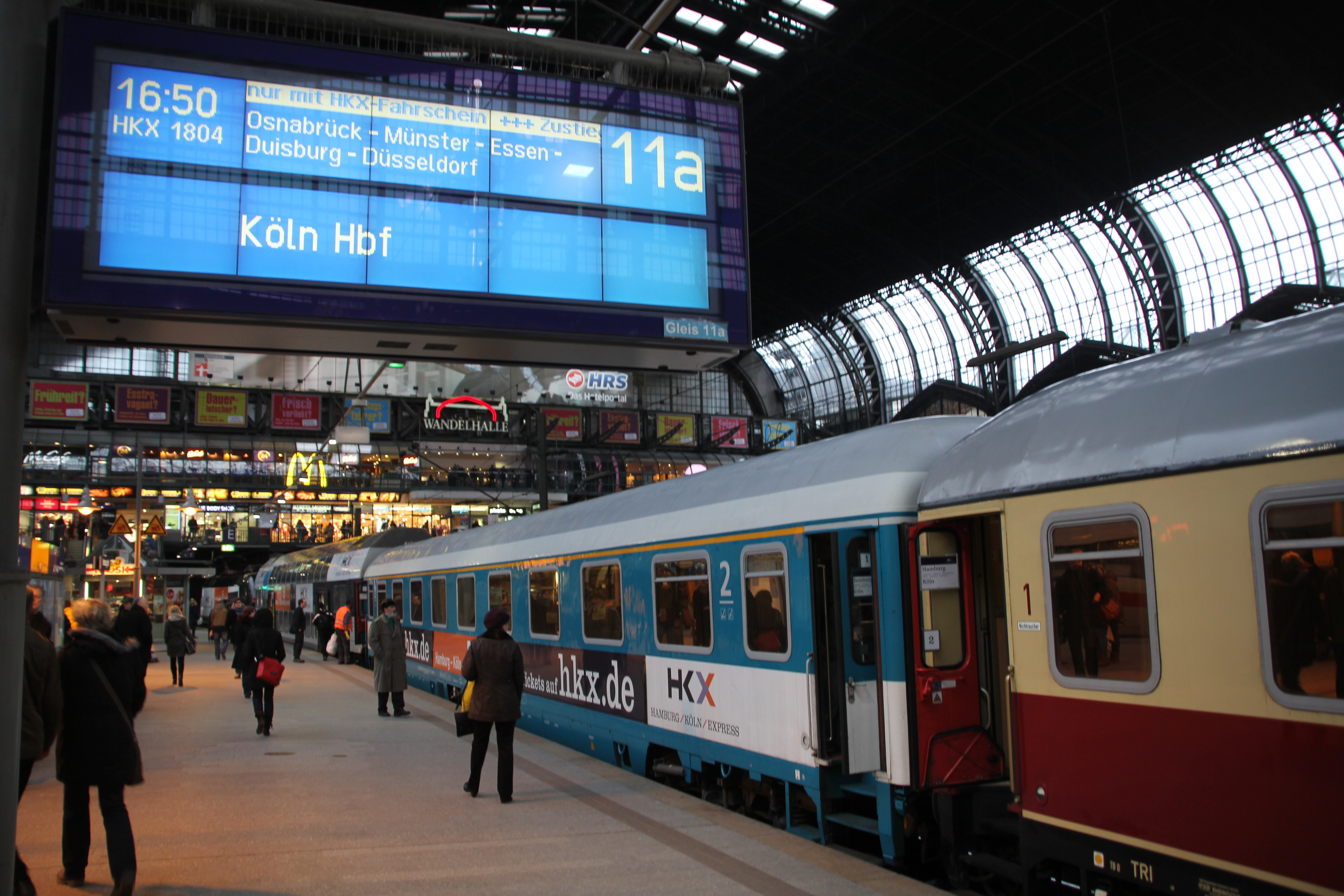
A HKX tarka szerelvénye 2013 februárjában

A Hamburg-Köln-Express egy privát vasúti személyszállító cég Németországban. Hamburg és Köln között üzemelteti a járatait olcsóbb tarifával, mint a rivális Deutsche Bahn. A társaságot 2009 októberében alapították, az első járat 2012 július 23-án indult el.

## Állomások
A HKX az alábbi állomásokat szolgálja ki:
| Név                              | Ország      | Közigazgatási egység | Vasútvonal | Szolgáltatások | Kép |
| -------------------------------- | ----------- | -------------------- | --- | --- | --- |
| Bremen Hauptbahnhof              | Németország | Mitte                | Wanne-Eickel–Hamburg-vasútvonal Wunstorf–Bremen-vasútvonal Bréma–Oldenburg-vasútvonal | Intercity-Express Hamburg-Köln-Express RS 1 RS 2 RS 3 RS 4 RE 19 RB 58 RE 1 FlixTrain RB 37 RE 8 RE 9 RE 4 (Lower Saxony) RB 41 (Lower Saxony) |     |
| Duisburg Hauptbahnhof            | Németország | Duisburg             | Duisburg–Dortmund-vasútvonal Oberhausen–Arnhem-vasútvonal Witten/Dortmund–Oberhausen/Duisburg-vasútvonal Köln–Duisburg-vasútvonal Duisburg-Ruhrort–Mönchengladbach-vasútvonal Rheinhausen–Kleve-vasútvonal Troisdorf–Mülheim-Speldorf-vasútvonal Duisburg–Quakenbrück-vasútvonal | Thalys Intercity-Express TGV Hamburg-Köln-Express ICE 78 Rhein-IJssel-Express FlixTrain Rhein-Haard-Express S2 S1 |     |
| Düsseldorf Hauptbahnhof          | Németország | Düsseldorf           | Düsseldorf–Elberfeld-vasútvonal Köln–Duisburg-vasútvonal Mönchengladbach–Düsseldorf-vasútvonal | Thalys Intercity-Express TGV Hamburg-Köln-Express Rhein-IJssel-Express RE 10 Metropolitan ICE 10 ICE 78 FlixTrain Rhein-Haard-Express S68 S28 S6 S1 S8 S11 |     |
| Essen Hauptbahnhof               | Németország | Essen                | Witten/Dortmund–Oberhausen/Duisburg-vasútvonal Essen–Gelsenkirchen-vasútvonal Essen-Werden–Essen-vasútvonal | Thalys Intercity-Express TGV Hamburg-Köln-Express Metropolitan FlixTrain Albert Schweitzer Rhein-Haard-Express S6 S3 S2 S1 S9 |     |
| Gelsenkirchen Hauptbahnhof       | Németország | Gelsenkirchen        | Duisburg–Dortmund-vasútvonal Essen–Gelsenkirchen-vasútvonal | Intercity-Express Hamburg-Köln-Express FlixTrain Rhein-Haard-Express S2 |     |
| Hamburg Hauptbahnhof             | Németország | Hamburg-Mitte        | Berlin–Hamburg nagysebességű vasútvonal Wanne-Eickel–Hamburg-vasútvonal Lübeck–Hamburg-vasútvonal City-S-Bahn Hamburg Hamburg-Altonaer Verbindungsbahn Hannover–Hamburg nagysebességű vasútvonal Niederelbebahn Harburgi S-Bahn                                                  | Intercity-Express Nightjet Hamburg-Köln-Express EuroCity Intercity RE 1 Schleswig-Holstein-Express RE 5 RE 70 IRE Berlin-Hamburg S1 S11 S2 S21 S3 S31 A1 Metropolitan RB 61 (Schleswig-Holstein) FlixTrain RE 81 (Schleswig-Holstein) RE 80 (Schleswig-Holstein) RE 8 (Schleswig-Holstein) RE 3 Hamburg–Hannover RE 4 (Lower Saxony) RB 41 (Lower Saxony) RB 31 (Lower Saxony) |     |
| Köln Hauptbahnhof                | Németország | Altstadt-Nord        | Keulen-Kranenburg-vasútvonal Köln–Aachen nagysebességű vasútvonal Rajna-balpart vasútvonal Köln–Duisburg-vasútvonal Siegstrecke Köln–Frankfurt nagysebességű vasútvonal Rajna jobbparti vasútvonal                                                                               | TGV Thalys Intercity-Express Hamburg-Köln-Express Nightjet Metropolitan ICE 78 FlixTrain S11 S19 S6 S12 |     |
| Münster (Westfalen) Hauptbahnhof | Németország | Münster              | Wanne-Eickel–Hamburg-vasútvonal Warendorfer Bahn Münster–Enschede-vasútvonal Empel-Rees–Münster-vasútvonal Münster–Rheine-vasútvonal Münster–Hamm-vasútvonal Preußen–Münster-vasútvonal Münster–Warstein-vasútvonal Löhne–Rheine-vasútvonal Münster - Neubeckum railway line     | Intercity-Express Hamburg-Köln-Express FlixTrain WFB RE 15 (Lower Saxony - North Rhine-Westphalia) Rhein-Haard-Express |     |
| Osnabrück Hauptbahnhof           | Németország | Osnabrück            | Wanne-Eickel–Hamburg-vasútvonal Löhne–Rheine-vasútvonal Osnabrück–Brackwede-vasútvonal Oldenburg–Osnabrück-vasútvonal | Intercity-Express Hamburg-Köln-Express RE 18 RB 58 EuroCity Ems-Leine-Express RE 62 RB 61 Intercity Berlijn FlixTrain NWB RB 75 (North Rhine-Westphalia) RE 9 Rhein-Haard-Express |     |